# Bizeljsko
Bizeljsko – wieś w Słowenii, w gminie Brežice. W 2018 roku liczyła 669 mieszkańców.